# الكسندر غوردون لايلي
الكسندر غوردون لايلي (بالإنجليزية: Alexander Gordon Lyle)‏ هو ضابط أمريكي، ولد في 12 نوفمبر 1889 في غلوستر في الولايات المتحدة، وتوفي في 15 يوليو 1955 في بورتسموث في الولايات المتحدة.